# Elisa Izaurralde
Elisa Izaurralde (20 de setembre de 1959, Montevideo, Uruguai - 30 d'abril de 2018, Tübingen, Alemanya) va ser una biòloga i bioquímica uruguaiana.

## Carrera
Izaurralde va ser directora del Departament de Bioquímica del Institut Max Planck per a la Biologia del Desenvolupament a Tübingen, Alemanya des de 2005 fins a la seva defunció en 2018. Al 2008 va rebre el Premi Gottfried Wilhelm Leibniz, compartit amb la científica Elena Conti, per «nous coneixements fonamentals sobre el transport intracel·lular d'ARN i el metabolisme de l'ARN». Al costat de Conti, va ajudar a caracteritzar proteïnes importants per exportar ARN missatger fora del nucli cel·lular, i més tard en la seva carrera va ajudar a dilucidar els mecanismes de la repressió transaccional i la decadència de l'ARN missatger.

### Defunció
Izaurralde va morir el 30 d'abril de 2018 a Tübingen, Alemanya, on encara exercia com a directora del Departament de Bioquímica de l'Institut Max Planck per a la Biologia del Desenvolupament.

## Premis i reconeixements
- Premi Friedrich Miescher, Societat Suïssa de Bioquímica, 1999.[5]
- Premi al científic jove de l'Organització Europea de Ciències (ELSO), 2000.[6]
- Va ser escollida membre de l'Organització Europea de Biologia Molecular (EMBO), 2000
- Premi Gottfried Wilhelm Leibniz, Fundació Alemanya d'Investigació, 2008.[2]
- Premi Ernst Jung de Medicina, 2012